# Distrikt Macate
Der Distrikt Macate ist einer von 9 Distrikten der Provinz Santa und liegt in der Region Ancash in West-Peru. Der Distrikt hat eine Fläche von 584,65 km². Beim Zensus 2017 lebten 3125 Einwohner im Distrikt Macate. Im Jahr 1993 lag die Einwohnerzahl bei 4972, im Jahr 2007 bei 3889. Verwaltungssitz ist die 2712 m hoch gelegene Ortschaft Macate mit 332 Einwohnern (Stand 2017).
Der Distrikt Macate liegt an der Westflanke der Cordillera Negra im Nordosten der Provinz Santa, etwa 67 km nordöstlich der Großstadt Chimbote. Der Río Santa fließt entlang der nördlichen Distriktgrenze nach Westen. Das Tal dessen linken Nebenflusses Río Grande bildet den Kern des Distrikts. Der tiefste Punkt im Distrikt liegt auf einer Höhe von etwa 525 m. An der südöstlichen Distriktgrenze liegt der 5187 m hohe Coñocranra, höchster Punkt der Cordillera Negra.
Der Distrikt Macate grenzt im Westen an den Distrikt Chimbote, im Norden an die Distrikte Santa Rosa (Provinz Pallasca), Bambas, Yupán und La Pampa (die drei letzteren in der Provinz Corongo), im Osten an die Distrikte Huallanca und Santo Toribio (beide in der Provinz Huaylas) sowie im Süden an den Distrikt Caceres del Perú.

## Siedlungen im Distrikt
- Ancón
- Carayoc
- Cayán
- Champancayán
- Chancap
- Chiripampa
- Chiwaín
- Conchas
- Crucirca
- Cururup
- Cuyac
- Huancaráp
- Huanroc
- Irán
- Marahuáz
- Marcapampa
- Mashapuquio
- Pilcash
- Quihuay
- Quilcay
- Quitska
- Rhan-Rhan
- San Blas
- San Juan
- Seccha
- Shiquísh
- Támbar
- Taquillipón
- Tranca
- Tucpara
- Tunín